# 富斯卡尔多
富斯卡尔多（義大利語：Fuscaldo），是意大利科森扎省的一个市镇。总面积60平方公里，人口8316人，人口密度138.6人/平方公里（2009年）。ISTAT代码为078058。